# 광도면
광도면(光道面)는 대한민국 경상남도 통영시의 면이다. 2010년 4월에 면의 주민등록 인구가 2만 명을, 2018년 7월에 3만 명을 돌파하였다.
광도면은 국도 제14호선, 대전통영고속도로 북통영 나들목과 통영종합버스터미널이 위치하고 있어서 통영시의 관문 역할을 하고 있고, 면의 북부에는 안정국가산업단지가 있다. 통영 시내와 가깝고 인구가 밀집한 죽림리 동부 지역은 1994년부터 1998년까지 매립한 해안 매립지로, 안정국가산업단지의 배후 도시이자 통영시의 신도시 기능을 하고 있다.

## 역사
고성군과 경계를 이루는 광도면 지역은 통영시 동북쪽에 위치하여 원래 고성현에 속했다. 고려시대의 마을 구허부곡과 죽림부곡은 조선 초기에 부곡 제도가 폐지됨에 따라 각각 구허포, 죽림포로 칭했으며, 춘원역은 구허포로 옮겨져 구허역이 설치되었다.
조선 중기에는 지금의 안정과 황리 지역은 고성현 광삼면에, 우동, 적덕, 창포, 노산, 죽림, 홀리, 용호동의 지역은 고성현 춘원면에 각각 구획되었다. 그 후 1900년 광무 4년 고성에서 분리 독립하여 진남군이 되면서 광삼면과 도남면이 되었고. 일제강점기인 1914년 통영군이 되면서 광삼면과 도남면을 병합하여 두 지명의 머리글자인 광자와 도자를 따서 광도면이라 칭했으며, 황리, 안정리, 덕포리, 우동리, 노산리, 죽림리, 용호리가 있다.

### 연혁
- 고려 시대 : 고성현 구허부곡과, 죽림부곡
- 조선 초기 : 고성현 구허포, 죽림포
- 조선 후기 : 고성현 광삼면과 춘원면 일부 지역
- 1900년 : 진남군 광삼면과 춘원면 일부 지역
- 1909년 : 용남군 광삼면과 도남면 일부 지역
- 1914년 : 통영군 광도면으로 통합
- 1995년 : 통영시 광도면

## 행정 구역
- 황리
- 안정리
- 덕포리
- 우동리
- 노산리
- 죽림리
- 용호리

## 관광
- 벽방산

## 교육
- 광도초등학교 (노산리)
  - 신애분교 (폐교) - 죽림양지길 62 (죽림리, 통영신애원)
- 광호초등학교 (폐교) - 용호로 277 (용호리)
- 벽방초등학교 (안정리)
- 죽림초등학교 (죽림리)
- 제석초등학교 (죽림리)
- 동원중학교 (죽림리)
- 동원고등학교 (죽림리)

## 아파트
| 단지명               | 건설사         | 시행사       | 주소                   | 입주        | 비고     |
| -------------------- | -------------- | ------------ | ---------------------- | ----------- | -------- |
| 통영죽림 주공        | 두산중공업     | 대한주택공사 | 죽림1로 17-18 (죽림리) | 2005년 5월  | 국민임대 |
| 통영죽림1차 푸르지오 | 대우건설       | 대우건설     | 죽림1로 41-42 (죽림리) | 2007년 12월 |          |
| 통영죽림2차 푸르지오 | 대우건설       | 대우건설     | 죽림2로 76-58 (죽림리) | 2009년 6월  |          |
| 통영죽림3차 푸르지오 | 대우건설       | 대우건설     | 죽림2로 31 (죽림리)    | 2009년 11월 |          |
| 한선파라디아         | 한선건설㈜     | 한선건설㈜   | 죽림1로 41-55 (죽림리) | 2005년 5월  |          |
| 한선파라빌리지       | ㈜유성종합건설 | 한선건설㈜   | 죽림1로 41-23 (죽림리) | 2006년 4월  |          |
| 한선파라타운         | ㈜일성건설     | 한선건설㈜   |                        | 2004년 4월  |          |

## 공공기관
- 통영경찰서
- 통영해양경찰서
- 통영소방서
- 통영교육지원청
- 한국전력공사 통영지사
- 통영시 가족센터

## 교통
- 통영종합버스터미널

## 유통
- 이마트 통영점